# Українська студентська громада у Гданську

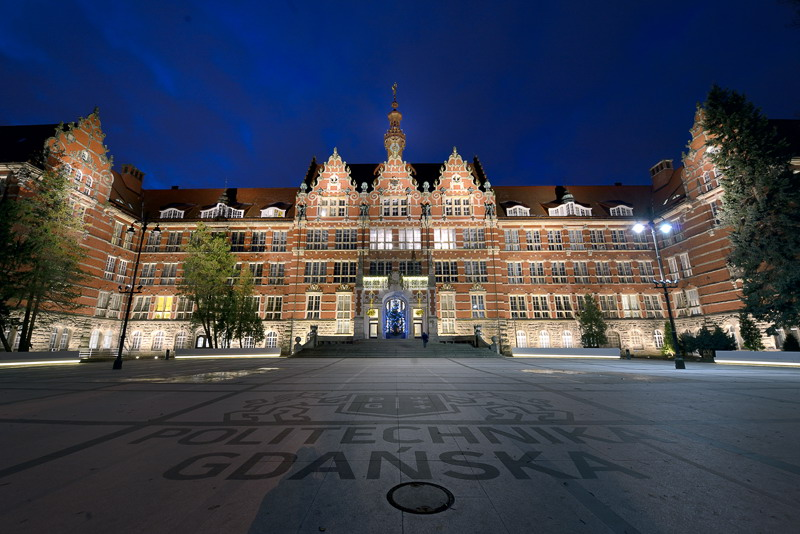
Головна історична будівля Гданської політехініки

Украї́нська студе́нтська грома́да в Вільному місті Гданську (даницгери) — громада українських студентів політехніки в Гданську-Вжещу, що існувала у 1922—1945 роках у Вільному місті Гданську.
Об'єднувала українських студентів Політехніки вільного міста Гданська. Від німецької назви міста — Данциг, члени цієї громади називали себе данцигерами. Була спрямована на взаємодопомогу, набуття професійних навичок та службу ідеї визволення України. Стала головною частиною сформованої 1912 р. хронологічно першої української громади українців в Гданську.

## Причини появи українців в Гданську
По програних українцями визвольних змаганнях з поляками польські виші не приймали колишніх учасників боїв з українського боку. По друге, навіть коли під тиском міжнародної спільноти це обмеження було скасовано, національно-свідоме українське студентство оголосило бойкот польських вишів, закликаючи вчитися у створеному українцями у Львові «катакомбному» вищих школах: університеті. Проте мало яка установа у світі шанувала свідоцтво про закінчення такого закладу. По-третє, були звичайно проблеми з рівнем освіти. Враховуючи специфіку польсько-українських стосунків у Галичині та за активного втручання чолових українських викладачів зі Львова, німці почали сприяти навчанню на Гданській політехніці українців. Вони визнавали роки навчання в українському виші Львова, а виїзд до Гданська не потребував паспорта, можна було використати звичайну польську особисту посвідку. До того ж не треба було складати вступних іспитів.

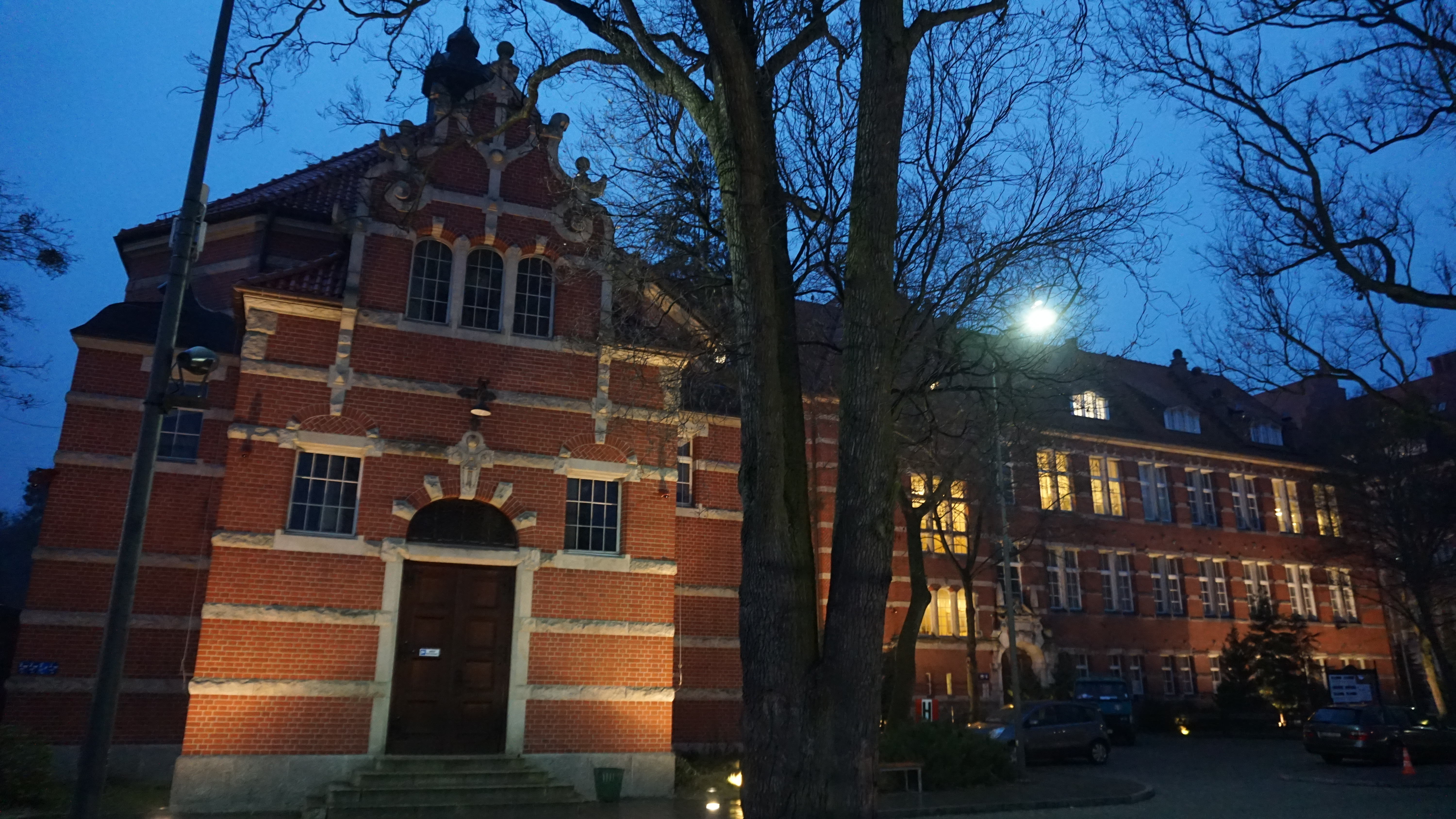
Історична будівля хімічного відділу Гданської Політехінки, де теж навчалися українці.

## Початки навчання
Першим відомим українським студентом Гданської політехніки був киянин Петро Підгаєць, що за допомогою консула К. Павлюка розпочав навчання влітку 1921 р. З 1921 по 1945 рр. до складу громади входило коло 200 студентів.

## Умови життя і навчання
Німецька освіта була якісна, хоча за неї треба було платити. І якщо навчання польських студентів підтримувала Польща, то засоби для навчання українці мали знайти самі. З самого початку українські студенти, мешкали по приватних хатах, які винаймали собі у мешканців Вжеща. Більшу частину часу вони проводили на кампусі політехніки. В приміщенні головного корпусу школи під час великої перерви відбувалася щоденна збірка — «Stehconvent». Час поза лекціями студенти проводили у креслярських залах. Німці виділили для чужинців креслярські зали № 75 для будівельників та 120 для машинобудівників. У 75 тій залі згодом виникла українська читальня.
А. Федина так описував гданське студентство:

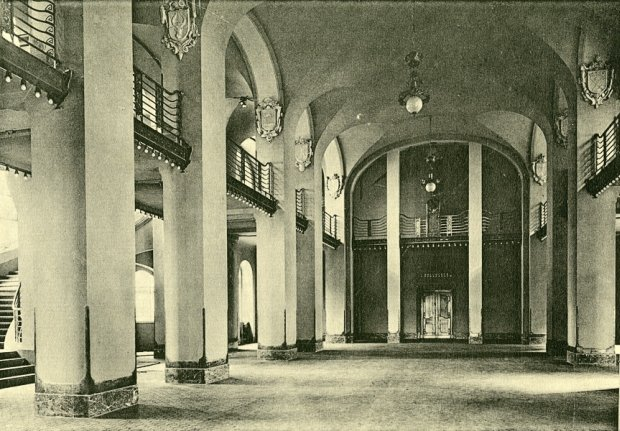
Гданська політехінка, хол головної будівлі, 1904 р.

«Українське студентство на терені Данціґу добувало собі чимраз краще признання не лише з боку професури та керівництва політехніки, але також з боку урядових кругів. Згодом навіть виріжнювано українське студентство перед усіми іншими чужинецькими студентськими групами. Коли до поляків застосовувано „нумерує клявзус” тобто обмеження в приниманні на політехніку, тоді кожного українця принимано без ніяких труднощів. Данціґська Політехніка була одною з небагатьох високошкільних установ закордоном, яка признавала нашим студентам студії на українському тайному університеті у Львові. Ректори і професори політехніки брали щораз живішу участь в наших студентських імпрезах, а зокрема бували на комерсах наших студентських корпорацій. Нашим потребуючим студентам уділговано вкінці, як єдиній чужонаціональній групі, стипендії з фонду Гумбольдта. Поза німецькими студентами були тільки українці, які мали право являтись на політехніці в студентських барвах. Поляки силою і демонстраціями домагались того самого права, але леґально його ніколи не одержали. Німецький студент в барвах завжди уважав себе вищим від студента чужинця. Він міг чужинця вдарити в лице, плюнути йому в очі і чужинець міг за це внести скаргу до цивільного суду, але ніколи не міг пробувати вирішувати такі справи дорогою почесного студентського суду. Ми добились до того, що українські студентські корпорації „Чорноморе”, „Зарево” і „Галич” стали „б'ючими” корпораціями з повним правом давання і одержання сатисфакції. Згорлжевич, Бачинський і я вели довгі переговори з представниками німецького студентства і добились до того, що всі три згадані українські студентські корпорації були прийняті до т. зв. „Ваффенрінґу”, тобто „збройного звена”, а тим самим вповні були зрівняні з німецькими корпорантами. Від цього моменту кожну бундючну образу українського студента мусів німець змивати власною кров'ю на шаблі. І такі випадки були. Мені невідомо, щоби коли небудь раніше або пізніше на інших високих школах за кордоном українське студентство добуло собі таку сильну позицію».

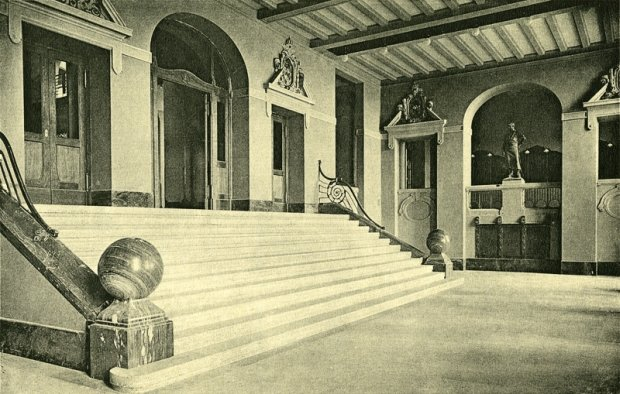
Гданська політехінка, фойє першого поверху, 1904 р.

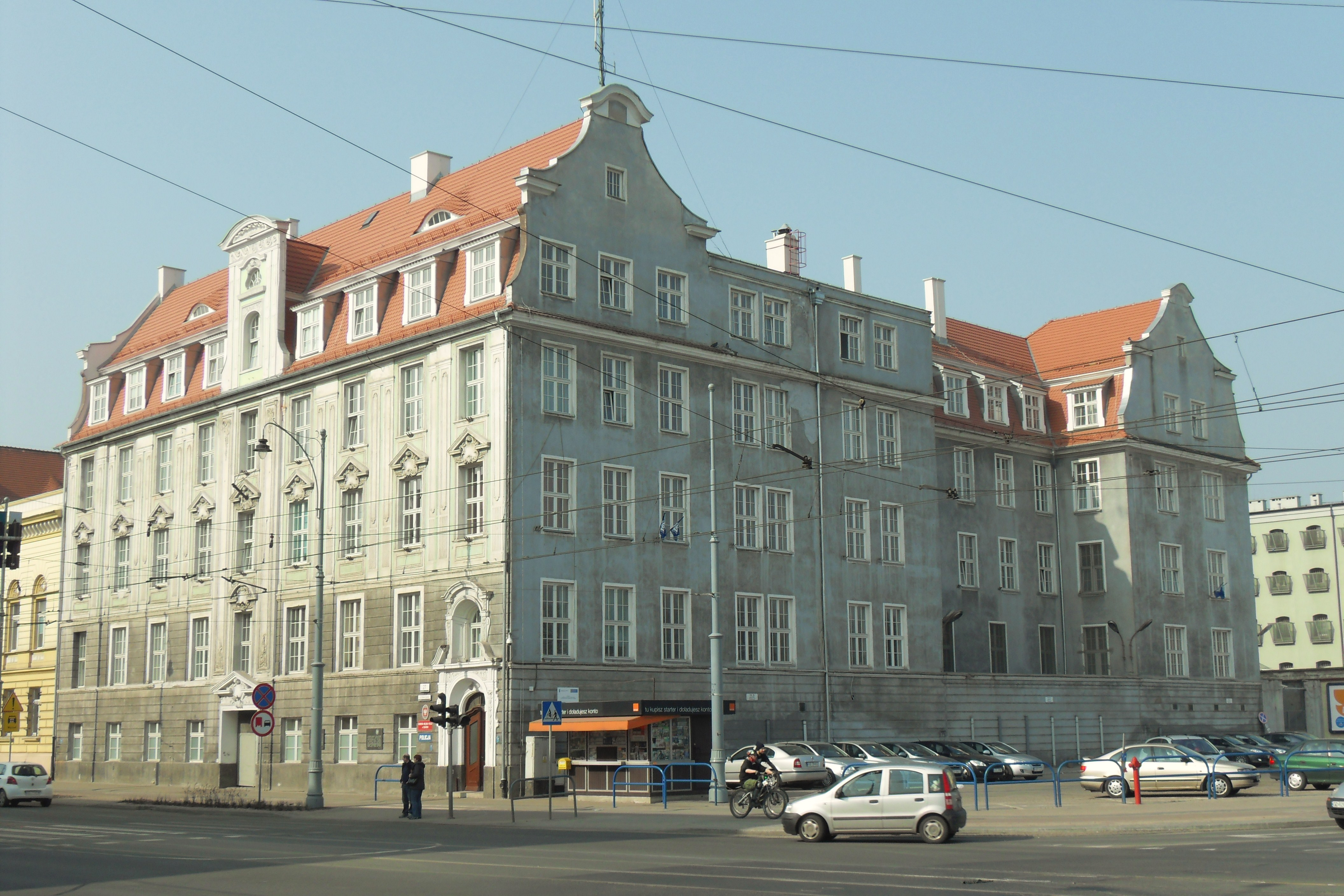
Будівля Генерального комісаріату Польщі в Вільному місті Гданську, Nowe Ogrody 27

Загалом взаємини з німецькими студентами складалися дуже добре. Натомість у відношеннях з поляками панувала ворогість та взаємний бойкот. Генеральний комісаріат Речипосполитої на вул. вулиці Nowe Ogrody 27 через агента добув список українських студентів та висилав їм повістки на військову службу. Агенти (серед яких були і українці), регулярно здавали звіт в садибі Генерального комісаріату.

## Громадські організації
Першою, з осені 1922 р. українською організацією студентів Політехніки була «Основа», вона ж як єдина проіснувала до кінця існування першої української громади у місті. Спочатку «Основа» була безпосередньою частиною найбільш загальної української студентської організації, які об'єднували українців з різних країн — Центрального Союзу Українського студенства (ЦЕСУС). Протиріччя між українськими студентськими організаціями, де домінували ліві чи праві погляди, часто приводили до поділу українського студентства, що походило з організацій різних країн. 1924 р. «Основа» брала участь у створенні Централі українських студентських організацій Німеччини, яка з 1 лютого 1925 р. стає Союзом Українських Студентських Організацій Німеччини та Данцигу. Коли ж цей Союз входить до складу ЦСУСу, «Основа» з Данцигу також стає посередньо його членом.

## Студентські корпорації
Яскравою сторінкою діяльності українських студентів у Гданську стали перші серед українського студентства студентські корпорації. Найстаріша і найбільша українська корпорація «Чорноморе» була заснована 1924 р. Слідом за нею того ж року виникають корпорації «Галич» та «Зарево».

## Домівки організації
У вересні 1922 р. інженер Микола Яримович у Вжещу підшукав занедбаний будинок підміського ресторану, який був приналежний до Jeschekenthaller cafe на горі Цинглерсгеге (Zinglershoehe) та винайняв на своє ім’я. Тут у дерев’яній споруді було організовано прихисток для нових студентів, зокрема місце де можна було ночувати поки вони не знайшли собі квартиру. Півтора роки тут функціонувала їдальня.
Корпорація «Чорноморе» спочатку мала свою домівку в готелі Parkzelle. Вона розташовувалася неподалік політехніки на вулиці Jäschkentaler Weg (суч. Jaśkowa Dolina). Тут винаймали одну кімнату на сходини та вправи у фехтуванні, а часом зал для урочистостей. В ресторані цього готелю українці обідали. Приблизно 1926 р. «Чорноморе» перебрало першу українську домівку на від «Основи» на Цинглерсгеге. Проте корпорація надавала її при потребі «Основі» чи іншим корпораціям для їх заходів.

## Культурно-просвітницька діяльність
Громада мала свої видання. Корпорація «Чорноморе» у 1920-х рр. видавала власний часопис «Чорноморе». У 1930-і рр. виходив друком журнал «Корпораційна трибуна».

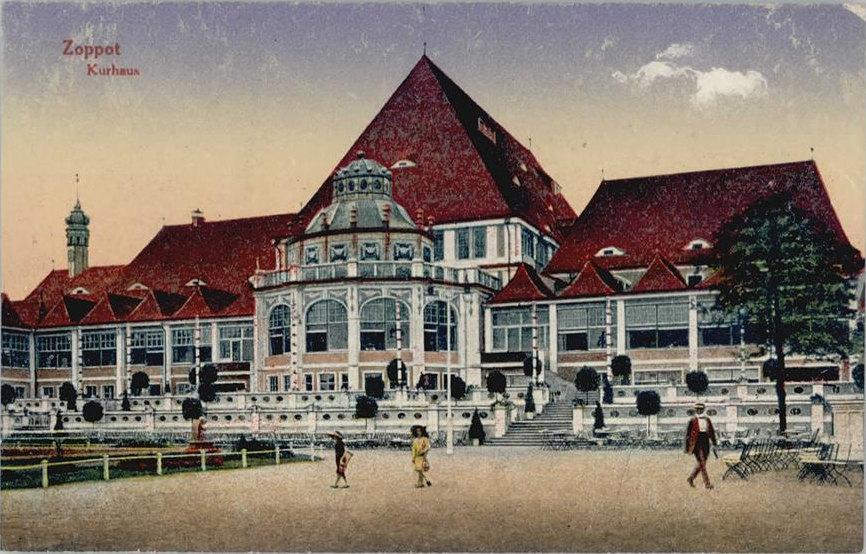
Будинок курорту в Сопоті, початок ХХ ст. В червоній залі цього комплексу концертував хор українських студентів "Сурма"

Також діяв хор українських студентів«Сурма», що проіснував близько 10 років керівником якого був Михайло Букоємський. Проби хору проходили в домівці на вищезгаданій Цинглерсгеге. Як свідчать спогади данцигерів, такі концерти відбувалися у різних локаціях Вільного міста. 17 лютого 1923 р. хор виступав червоній залі у курортному будинку Сопотського курорту в рамках благодійного концерту-балу для допомоги українцям емігрантам і студентам, який організував консул К. Павлюк. 1924 р. українські студенти концертували у Стрілецькому домі імені Фредерика Вільгельма (наразі від нього лишилися лише фундаменти). 1928 р. такий концерт відбувся в головній залі самої Політехніки.
29.10.1933 р. було проведено день жалоби і протесту проти політики Совітів на Великій Україні. О. Петро Вергун відслужив літургію в костелі на вулиці Łąkowej (Weidengasse) 34a, а проповіді розказав про Голодомор та положення підрадянських українців. Відбулася збірка на голодуючих. 
Слудентську громаду в Гданську під час канікул відвідували ветерани УГА та армії УНР, зокрема генерал М. Омелянович-Павленко та українські депутати польського Сейму та Сенату.

## Активні діячі
До активних діячів належали: Ю. Яремкевич, М. Букоємський, К. Кізюк, О. Згорлякевич, Атанас Мілянич, А. Федина та ін.
В якості студентів Гданської політехніки опинився в місті Роман Шухевич та сотні інших українців, що належали до лав підпільної Організації українських націоналістів. Зокрема, Роман Шухевич у червні 1925 р. з відзнакою закінчив гімназію і склав вступні іспити до Львівської політехніки, але з політичних причин його не було зараховано. Тоді Роман поступив до політехнічного інституту в Гданську, де провчився майже рік. 1926 р. батькові Романа за допомогою професора Львівської політехніки Антона Ломніцького вдалося таки перевести Романа до Львова.

## Значення
Навчання у Гданську стало реальною можливістю для багатьох політично-активних українців здобути професійну освіту. Що дуже важливо плеяда українських інженерів спочатку на Галичині, а потім і в у всьому вільному світі реалізовувала цілу низку господарських та підприємницьких ініціатив. В контакті з німецькою спільнотою випускники перетворились на представників інтелігенції, що володіючи кількома мовами, поза своєю професією працювали на українську національну справу.